# Ordine della Corona (Romania)

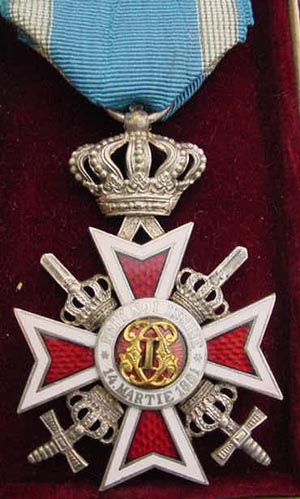
Croce dell'ordine dopo la riforma del 1932.

L'Ordine della Corona fu un ordine cavalleresco del Regno di Romania, fondato il 14 marzo 1881 con statuto siglato il 10 maggio dello stesso anno da re Carol I di Romania per commemorare l'elevazione a Regno dello stato rumeno. Esso venne concesso sino alla fine della monarchia rumena nel 1947 e continua ancora oggi come onorificenza dinastica privata assegnata dalla dinastia degli Hohenzollern-Sigmaringen, casata reggente in Romania nel periodo regio.

## Classi
L'Ordine disponeva di cinque classi di benemerenza con un numero limitato di aderenti:
- Gran Croce (25 membri)
- Grand'Ufficiale (80 membri)
- Commendatore (150 membri)
- Ufficiale (300 membri)
- Cavaliere (numero illimitato di membri)

## Insegne

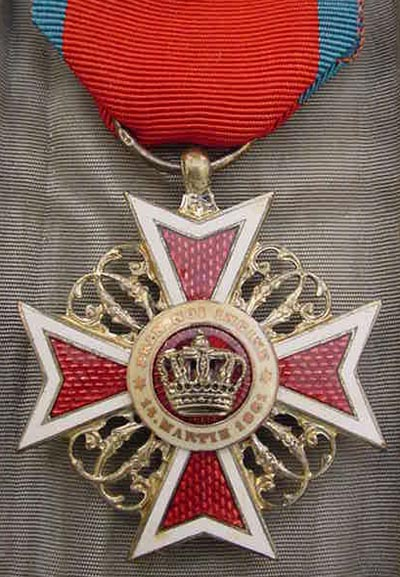
Croce di Cavaliere prima della riforma del 1932

Il carattere religioso dell'insegna originale del 1881 era rappresentata da una croce maltese smaltata di rosso e bordata di bianco e d'oro. Agli angoli della croce vi erano delle "C", iniziali del fondatore dell'Ordine, che dopo il 1932, vennero sostituite da una corona reale. Il medaglione centrale riportava la corona reale in oro su sfondo rosso scuro ed era circondato da una fascia smaltata di bianco con l'iscrizione PRIN NOI INSINE (da noi stessi) e la data di fondazione dell'ordine, il 14 marzo 1881. Sul retro del medaglione si trovano tre date: 1866 (data del referendum), 1877 (indipendenza completa della Romania), 1881 (proclamazione del Regno di Romania).
Il nastro dell'ordine era azzurro con una striscia bianca su ciascun lato.
| Classe     | Grado in italiano | Grado in rumeno | Nastro in tempo di pace 1881-1932 | Nastro in tempo di pace 1932-1947 | Nastro in tempo di guerra 1938-1947 |
| I classe   | Gran Croce        | Mare Cruce      |                                   |                                   |                                     |
| II classe  | Grand'Ufficiale   | Mare Ofițer     |                                   |                                   |                                     |
| III classe | Commendatore      | Comandor        |                                   |                                   |                                     |
| IV classe  | Ufficiale         | Ofițer          |                                   |                                   |                                     |
| V classe   | Cavaliere         | Cavaler         |                                   |                                   |                                     |

| Classe     | Grado in italiano | Grado in rumeno | Nastro per "coraggio militare" (I e II Guerra mondiale) | Nastro per "coraggio militare" con spade | Nastro concesso attualmente dalla casata di Romania |
| I classe   | Gran Croce        | Mare Cruce      | –                                                       | –                                        |                                                     |
| II classe  | Grand'ufficiale   | Mare Ofițer     | –                                                       | –                                        |                                                     |
| III classe | Commendatore      | Comandor        |                                                         |                                          |                                                     |
| IV classe  | Ufficiale         | Ofițer          |                                                         |                                          |                                                     |
| V classe   | Cavaliere         | Cavaler         |                                                         |                                          |                                                     |

## Insigniti notabili
- Jean-Baptiste Billot
- Enrico Bonessa, Commendatore, 1937
- Josef Harpe
- William Horwood
- Hendrik Pieter Nicolaas Muller
- George Julian Zolnay